# Anna Bogdanovová
Anna Bogdanovová (rusky Анна Богданова; * 21. října 1984 Leningrad) je ruská atletka, halová mistryně Evropy v pětiboji.

## Kariéra
V roce 2007 na halovém ME v Birminghamu dokončila pětiboj na 13. místě (4 272 bodů) a na světovém šampionátu v japonské Ósace v témže roce skončila v sedmiboji na 10. místě (6 243 bodů). O rok později vybojovala výkonem 4 753 bodů bronzovou medaili na halovém MS ve Valencii. Stříbro získala Kelly Sothertonová z Velké Británie, zlato Tia Hellebautová z Belgie.

### LOH 2008
Na letních olympijských hrách v Pekingu si vytvořila výkonem 6 465 bodů nový osobní rekord v sedmiboji a v celkovém součtu obsadila sedmé místo. Po následné diskvalifikaci Ukrajinky Blonské se posunula na 6. místo. Největší úspěchy zaznamenala v prvé (běh na 100 metrů překážek) a v druhé disciplíně (skok do výšky), kde skončila na třetím místě. Největší ztrátu naopak zaznamenala v hodu oštěpem. Před touto předposlední disciplínou figurovala na bronzové pozici. Její nejdelší hod však měřil jen 35,41 m a celkově skončila v oštěpu poslední.

### HME 2009
V roce 2009 se stala v italském Turíně halovou mistryní Evropy v pětiboji, když celkově získala 4 761 bodů. Stříbrná Jolanda Keizerová z Nizozemska na vítězku ztratila 117 bodů.

## Osobní rekordy
- pětiboj – (4 784 bodů – 4. února 2009, Penza)
- sedmiboj – (6 465 bodů – 16. srpna 2008, Peking)